# Bietschhorn
Bietschhorn (3934 m n. m.) je hora v Bernských Alpách. Leží na území Švýcarska v kantonu Valais. Jihovýchodní a severní svahy hory patří spolu s horou Jungfrau a ledovcem Aletschgletscher do rezervace zapsané na seznam světového dědictví UNESCO pod společným názvem „Švýcarské Alpy Jungfrau-Aletsch“. Na vrchol je možné vystoupit od chat Bietschhorn Hütte (2565 m) a Baltschiederklause (2783 m).
Jako první na vrchol vystoupili 13. srpna 1859 Leslie Stephen, Anton Siegen, Johann Siegen a Joseph Ebener.